# Nathalie Handal
Nathalie Handal est une poétesse et dramaturge franco-américaine d'origine palestinienne, née le 29 juillet 1969 à Haïti. Elle a été élevée en France, en Amérique, en Suisse et en Palestine.

## Son œuvre
D'une famille originaire de Bethléem, elle est née à Haïti, que ses parents quittent peu après sa naissance pour la Suisse, puis pour Boston. Elle ne retourne à Haïti qu'à l'âge de 8 ans. Elle est élevée en France, en Suisse, en Amérique latine et à Bethléem et étudie la littérature et les arts dramatiques, au Royaume-Uni et aux États-Unis et depuis a vécu dans différents pays. Diplômée de l'Université de Londres, elle est également titulaire d'une maîtrise en écriture créative du Bennington College dans le Vermont.
Elle est l'autrice de plus d'une vingtaine d’œuvres cinématographiques ou théâtrales et des recueils de poésie. Parmi ses livres les plus récents, on peut citer Poet in Andalúcia et Love and Strange Horses, qui a reçu la Médaille d'or Independent Publisher Book 2011 et la mention honorable au Salon du livre de San Francisco et de Nouvelle Angleterre,, et qui, selon le New York Times, « frémit d’un sentiment d’appartenance, de désir, d'amour et de sexe. ». Elle a dirigé également un ouvrage collectif consacré aux poétesses dans le monde arabe, The Poetry of Arab Women : a Contemporary Anthology.
Nathalie Handal est traduite en une quinzaine de langues et est lauréate du Pen Oakland Josephine Miles National Book Award, et du Menada Literary Award. Elle a également obtenu le Lannan Foundation Fellow 2011.
Elle travaille pour la chaîne PBS, NewsHour avec Jim Lehrer, NPR, le New York Times, The San Francisco Chronicle, Reuters, Vanity Fair, The Guardian, World Literature Today, The Virginia Quarterly Review, Poetry New Zealand, Guernica Magazine et The Nation. Elle tient la chronique « La ville et l’écrivain » du magazine World without borders. Elle vit à New York et à Paris et est professeur à l'Université de Columbia.

## Principales publications
Recueils de poésie
- The Neverfield Poem (1999)[2]
- The Lives of Rain (2005)[2]
- Love and Strange Horses (University of Pittsburgh Press, 2010)[2]
- Poet in Andalucía (University of Pittsburgh Press, 2012)[7]
- The Invisible Star / La estrella invisible (Valparaiso Ediciones, 2014)
- The Republics (University of Pittsburgh Press, 2015)[1]

Anthologies
- The Poetry of Arab Women : a Contemporary Anthology (2001, ed. by Handal)[2]
- Language for a New Century: Contemporary Poetry from the Middle East, Asia & Beyond  (W.W. Norton, 2008, éd. par Handal, Tina Chang et Ravi Shankar)[8]

Pièces de théâtre
- Between Our Lips[9]
- La Cosa Dei Sogni[9]
- The Stonecutters[9]
- The Details of Silence[9]
- The Oklahoma Quartet[10]
- Hakawatiyeh
- Men in Verse[11],[12],[13]

Livre audio
- Traveling Rooms[2]

Essais
- « Mahmoud Darwish : Palestine's Poet of Exile »[14].